# Syzygium singaporense
Syzygium singaporense là một loài thực vật có hoa trong Họ Đào kim nương. Loài này được (King) Airy Shaw miêu tả khoa học đầu tiên năm 1949.